# Jonas Rapp
Pour les articles homonymes, voir Rapp.
Jonas Rapp, né le 16 juillet 1994 à Rockenhausen, est un coureur cycliste allemand.

## Biographie
En 2014, Jonas Rapp intègre l'équipe continentale allemande Kuota. Deux ans plus tard, il est recruté par la formation Heizomat, avec laquelle il se classe huitième du Tour de Haute-Autriche.
En 2017, il est notamment quatrième du Tour de Haute-Autriche et du Duo normand, associé avec son coéquipier Laurin Winter. Il est également sélectionné en équipe nationale d'Allemagne pour participer aux championnats d'Europe sur route, où il tient un rôle d'équipier pour le sprinteur Pascal Ackermann.

## Palmarès
- 2016
  - 3e du championnat d'Allemagne de la montagne espoirs[2]
- 2017
  - 3e du Tour de l'Oder
- 2019
  - Classement général du Tour de Szeklerland
- 2021
  - Tour du Frioul-Vénétie Julienne : 
    - Classement général
    - 2e étape

  - 3e de l'Eröffnungsrennen Leonding
  - 3e du Tour du Burgenland
- 2022
  - Tour of Malopolska : 
    - Classement général
    - 3e étape
- 2024
  - 3e du Tour of Malopolska

## Classements mondiaux
| Année                                 | 2016  | 2017  | 2018 | 2019  | 2020  | 2021 | 2022 | 2023  | 2024  |
| ------------------------------------- | ----- | ----- | ---- | ----- | ----- | ---- | ---- | ----- | ----- |
| Classement mondial                    | 1881e | 1095e | 999e | 1147e | 1899e | 436e | 423e | 1604e | 1340e |
| UCI Europe Tour                       | 1246e | 694e  | 656e | 807e  | 1396e | 360e | 338e | nc    | nc    |
|                                       |       |       |      |       |       |      |      |       |       |
| Légende : nc = non classéSource : UCI |       |       |      |       |       |      |      |       |       |